# Pliocene italiano

Le linee di costa dell'Italia nel Pliocene.

Il Pliocene italiano è rappresentato principalmente da sedimenti marini che si rinvengono in molte aree della penisola.

## Paleogeografia
Nel Pliocene la penisola italiana aveva una conformazione orografica ben differente da quella attuale: le linee di costa erano nettamente differenti (come si può vedere nella ricostruzione a lato) e al nord era ancora del tutto assente la Pianura Padana. Questa deve la sua formazione principalmente a due fattori: 
1. la deposizione dei detriti portati a valle dal fiume Po e dai suoi affluenti nel corso dei milioni di anni successivi fino ad oggi, anche se questo fattore da solo, nonostante il lasso di tempo trascorso e la quantità di detriti depositati, non sarebbe stato sufficiente.
2. la spinta tettonica che la placca africana esercita contro la placca europea. Questa spinta nel corso delle centinaia di migliaia di anni ha fatto sollevare la crosta terrestre dell'Europa e in particolar modo dell'Italia, di alcune decine di metri.

Questi due fattori combinati insieme hanno fatto sì che al posto del caldo mare tropicale che occupava il Golfo Pliocenico Padano, abbiamo oggi una verdeggiante pianura. 
Anche il centro Italia, il sud e le isole si presentavano diversamente da come le conosciamo oggi. In Toscana ad esempio la linea di costa era spostata nell'entroterra di parecchi chilometri rispetto ad oggi, e l'arcipelago toscano era costituito da un maggior numero di isolotti e atolli.
La temperatura dell'acqua marina era più elevata di quella attuale, e questo è in parte dimostrato anche dal fatto che la fauna che popolava quell'antico mare, è oggi presente con le stesse specie o specie strettamente affini, che vivono nella calde acque dell'Oceano Indiano e dei mari tropicali. Squali, cetacei e una miriade di conchiglie dalle svariate forme e colori popolavano quelle acque, caratterizzandole con una biodiversità che oggi possiamo ritrovare allo stato fossile, custodito sotto le caratteristiche colline italiane.